# Hey Joe (Pussycat)
Hey Joe is een lied van Pussycat uit 1978. Het is geen cover van de rockklassieker Hey Joe, maar werd geschreven door Werner Theunissen. Theunissen was de belangrijkste schrijver gedurende het bestaan van Pussycat.
De groep bracht het nummer in 1978 uit op een single en tevens op de elpee Wet day in September. De single werd geproduceerd door Eddy Hilberts en het arrangement kwam van Paul Natte. Op de B-kant staat het nummer Love in September dat ook op dezelfde elpee uitgebracht werd. De single kwam zowel in Nederland als in België in de hitlijsten terecht.

## Hitnoteringen
| Hey Joe in de Nederlandse Top 40 van 13-01-1979 t/m 10-02-1979 | Hey Joe in de Nederlandse Top 40 van 13-01-1979 t/m 10-02-1979 | Hey Joe in de Nederlandse Top 40 van 13-01-1979 t/m 10-02-1979 | Hey Joe in de Nederlandse Top 40 van 13-01-1979 t/m 10-02-1979 | Hey Joe in de Nederlandse Top 40 van 13-01-1979 t/m 10-02-1979 | Hey Joe in de Nederlandse Top 40 van 13-01-1979 t/m 10-02-1979 | Hey Joe in de Nederlandse Top 40 van 13-01-1979 t/m 10-02-1979 |
| Week                                                           | 1                                                              | 2                                                              | 3                                                              | 4                                                              | 5                                                              |                                                                |
| -------------------------------------------------------------- | -------------------------------------------------------------- | -------------------------------------------------------------- | -------------------------------------------------------------- | -------------------------------------------------------------- | -------------------------------------------------------------- | -------------------------------------------------------------- |
| Positie                                                        | 27                                                             | 22                                                             | 21                                                             | 24                                                             | 36                                                             | uit                                                            |

| Hey Joe in de Nationale Hitparade van 06-01-1979 t/m 17-02-1979 | Hey Joe in de Nationale Hitparade van 06-01-1979 t/m 17-02-1979 | Hey Joe in de Nationale Hitparade van 06-01-1979 t/m 17-02-1979 | Hey Joe in de Nationale Hitparade van 06-01-1979 t/m 17-02-1979 | Hey Joe in de Nationale Hitparade van 06-01-1979 t/m 17-02-1979 | Hey Joe in de Nationale Hitparade van 06-01-1979 t/m 17-02-1979 | Hey Joe in de Nationale Hitparade van 06-01-1979 t/m 17-02-1979 | Hey Joe in de Nationale Hitparade van 06-01-1979 t/m 17-02-1979 | Hey Joe in de Nationale Hitparade van 06-01-1979 t/m 17-02-1979 |
| Week                                                            | 1                                                               | 2                                                               | 3                                                               | 4                                                               | 5                                                               | 6                                                               | 7                                                               |                                                                 |
| --------------------------------------------------------------- | --------------------------------------------------------------- | --------------------------------------------------------------- | --------------------------------------------------------------- | --------------------------------------------------------------- | --------------------------------------------------------------- | --------------------------------------------------------------- | --------------------------------------------------------------- | --------------------------------------------------------------- |
| Positie                                                         | 48                                                              | 35                                                              | 34                                                              | 17                                                              | 20                                                              | 29                                                              | 40                                                              | uit                                                             |

| Hey Joe in de Vlaamse Ultratop 30 van 17-02-1979 t/m 24-02-1979 | Hey Joe in de Vlaamse Ultratop 30 van 17-02-1979 t/m 24-02-1979 | Hey Joe in de Vlaamse Ultratop 30 van 17-02-1979 t/m 24-02-1979 | Hey Joe in de Vlaamse Ultratop 30 van 17-02-1979 t/m 24-02-1979 |
| Week                                                            | 1                                                               | 2                                                               |                                                                 |
| --------------------------------------------------------------- | --------------------------------------------------------------- | --------------------------------------------------------------- | --------------------------------------------------------------- |
| Positie                                                         | 26                                                              | 28                                                              | uit                                                             |

| Hey Joe in de Vlaamse BRT Top 30 van 03-02-1979 t/m 03-03-1979 | Hey Joe in de Vlaamse BRT Top 30 van 03-02-1979 t/m 03-03-1979 | Hey Joe in de Vlaamse BRT Top 30 van 03-02-1979 t/m 03-03-1979 | Hey Joe in de Vlaamse BRT Top 30 van 03-02-1979 t/m 03-03-1979 | Hey Joe in de Vlaamse BRT Top 30 van 03-02-1979 t/m 03-03-1979 | Hey Joe in de Vlaamse BRT Top 30 van 03-02-1979 t/m 03-03-1979 | Hey Joe in de Vlaamse BRT Top 30 van 03-02-1979 t/m 03-03-1979 |
| Week                                                           | 1                                                              |                                                                | 2                                                              | 3                                                              | 4                                                              |                                                                |
| -------------------------------------------------------------- | -------------------------------------------------------------- | -------------------------------------------------------------- | -------------------------------------------------------------- | -------------------------------------------------------------- | -------------------------------------------------------------- | -------------------------------------------------------------- |
| Positie:                                                       | 29                                                             | uit                                                            | 16                                                             | 25                                                             | 30                                                             | uit                                                            |